# Ryan Collier
Ryan Collier (* 9. August 1991 in Amsterdam) ist ein kanadisch-niederländischer Eishockeyspieler, der seit 2015 bei den Tilburg Trappers in der deutschen Oberliga Nord unter Vertrag steht.

## Karriere

### Klubs
Ryan Collier, der als Sohn kanadischer Eltern in den Niederlanden geboren wurde, begann seine Karriere im Nachwuchsbereich der Amstel Tijgers Amsterdam aus seiner Geburtsstadt. Als 15-Jähriger ging er in die Heimat seiner Eltern und spielte dort und in den Vereinigten Staaten für verschiedene Nachwuchsteams. 2011 nahm er ein Studium am renommierten Bowdoin College in Brunswick (Maine) auf und spielte die folgenden vier Jahre für die dortige Studentenmannschaft in der Division III der National Collegiate Athletic Association. 2015 kehrte er in die Niederlande zurück und schloss sich den Tilburg Trappers an, die als einzige niederländische Mannschaft in der deutschen Oberliga Nord spielen und gewann mit diesen 2016, 2017 und 2018 die Deutsche Oberligameisterschaft.

### International
Für die niederländischen Nationalmannschaft spielte Collier erstmals im Februar 2016 bei der Qualifikation für die Olympischen Winterspiele in Pyeongchang 2018. Zudem nahm er an der Weltmeisterschaft der Division II 2018 teil, als ihm mit den Niederländern der Aufstieg in die Division I gelang.

## Erfolge und Auszeichnungen
- 2016 Deutscher Oberligameister mit den Tilburg Trappers
- 2017 Deutscher Oberligameister mit den Tilburg Trappers
- 2018 Deutscher Oberligameister mit den Tilburg Trappers
- 2018 Aufstieg in die Division I, Gruppe B, bei der Weltmeisterschaft der Division II, Gruppe A